# المسقف (يريم)

تعديل مصدري - تعديل

المسقف هي إحدى قرى عزلة ارياب بمديرية يريم التابعة لمحافظة إب، بلغ تعداد سكانها 72 نسمة حسب تعداد اليمن لعام 2004.